# Нигер на летней Универсиаде 2013
Нигер на летней Универсиаде 2013 года был представлен 3 спортсменами в 2 видах спорта.

## Результаты

### Лёгкая атлетика

#### Мужчины
| Дисциплина  | Спортсмен          | Финал     | Финал |
| Дисциплина  | Спортсмен          | Результат | Место |
| ----------- | ------------------ | --------- | ----- |
| Полумарафон | Умару Набара Барму | 1:15:40   | 38    |

#### Женщины
| Дисциплина     | Спортсмен        | Квалификационный раунд | Квалификационный раунд | Полуфинал             | Полуфинал             | Финал                 | Финал                 |
| Дисциплина     | Спортсмен        | Результат              | Место                  | Результат             | Место                 | Результат             | Итоговое место        |
| -------------- | ---------------- | ---------------------- | ---------------------- | --------------------- | --------------------- | --------------------- | --------------------- |
| 100 м          | Эйсса Исса Сейни | 13.99                  | 35                     | Завершила выступление | Завершила выступление | Завершила выступление | Завершила выступление |
| Прыжки в длину | Эйсса Исса Сейни | Не стартовала          | Не стартовала          | Не стартовала         | Не стартовала         | Не стартовала         | Не стартовала         |

### Самбо

##### Мужчины
| Категория | Спортсмен              | Турнир       | Квалификация                  | 1/16 финала          | Четвертьфинал        | Полуфинал            | Финал                | Итоговое место       |
| Категория | Спортсмен              | Турнир       | Соперник Результат            | Соперник Результат   | Соперник Результат   | Соперник Результат   | Соперник Результат   | Итоговое место       |
| --------- | ---------------------- | ------------ | ----------------------------- | -------------------- | -------------------- | -------------------- | -------------------- | -------------------- |
| до 74 кг  | Ибрахим Махамаду Кейта | За 1-е место | Стилян Иванов (BUL) Пор. 0:14 | Завершил выступление | Завершил выступление | Завершил выступление | Завершил выступление | Завершил выступление |